# Veľký Šariš
Veľký Šariš (mađ. Nagysáros, njem. Groß-Scharosch) je grad u Prešovskom kraju u istočnoj Slovačkoj. Grad upravno pripada Okrugu Prešov. 

## O gradu
Grad je poznat po najvećoj pivovari u Slovačkoj - Šariš Pivovara. Prvi pisani spomen Velkog Šariša datira iz 1217. Grad leži na nadmorskoj visini od 269 metara i obuhvaća površinu od 25,73 km². Nalazi se na rijeci Torysi, 6 km sjeverozapadno od Prešova.

## Stanovništvo
| Godina:     | 1993. | 2003.    | 2013.    | 2023.    |
| ----------- | ----- | -------- | -------- | -------- |
| Broj ljudi: | 3497  | 4316     | 5630     | 6909     |
| Razlika:    |       | +23,42 % | +30,44 % | +22,71 % |

| Godina:     | 2022. | 2023.   |
| ----------- | ----- | ------- |
| Broj ljudi: | 6759  | 6909    |
| Razlika:    |       | +2,21 % |

Po popisu stanivništva iz 2001. godine grad je imao 4018 stanovnika.
- Slovaci – 91,69 %
- Romi – 6,07 %
- Ukrajinci – 0,60 %
- Česi – 0,55 %

Prema vjeroispovijesti najviše je rimokatolika 84,59 %, ateista, 4,55 %, grkokatolika 4,31 % i luterana 2,56 %.

## Vanjske poveznice
- Službena stranica grada

### Ostali projekti
|  | Zajednički poslužitelj ima još gradiva o temi Veľký Šariš |